# Alexandros Alexiou
Alexandros Alexiou (8 de Setembro de 1963) é um ex-futebolista profissional grego, meio campista, atuou por três clubes na carreira, jogou a Copa do Mundo de 1994.